# Alceste de Chapuys-Montlaville
Le baron Benoît-Marie-Louis-Alceste de Chapuys-Montlaville est un homme politique français né le 19 septembre 1800 à Tournus (Saône-et-Loire) et mort le 9 février 1868 à Chardonnay (Saône-et-Loire).

## Biographie
Auteur d'une Histoire du Dauphiné publiée en 1825, Alceste de Chapuys-Montlaville collabore à des journaux politiques.
Le 1er décembre 1829, il est élu membre de l'Académie des sciences, belles-lettres et arts de Lyon, à la section Lettres.
Maire de Chardonnay en Haut-Mâconnais, conseiller général du canton de Beaurepaire-en-Bresse de 1833 à 1839 puis du canton de Lugny de 1842 à 1848 et de 1855 à sa mort, il est député de Saône-et-Loire de 1833 à 1848 (circonscription de Louhans, siégeant dans l'opposition de gauche.
« Le baron de Chapuys-Montlaville était, de son temps, le plus avancé des députés de Saône-et-Loire. Mais il ne pensait nullement que pour être l'ami du peuple il lui fallut être débraillé et parler voyou. Il portait beau et avait un langage choisi. Dès son entrée à la Chambre, en 1833, il se prononça contre un système qui, selon lui, ruinait la Révolution de l'intérieur et l'humiliait à l'étranger. Avec une vigueur et un talent remarquables, il combattit toute mesure qui aurait été ou qui aurait semblé être une entrave à la liberté, une usurpation de pouvoir, une atteinte au principe de la souveraineté nationale. » (Le Courrier de Saône-et-Loire, édition du 30 mars 1924).
Il est successivement préfet de l'Isère (de 1849 à 1852) puis préfet de la Haute-Garonne (de 1852 à 1853).
Il est sénateur du Second Empire de 1853 à 1868.

## Distinctions
Grand officier de la Légion d'honneur et officier d'Académie, le baron de Chapuys-Montlaville était également :
- commandeur de l'ordre pontifical de Saint-Grégoire-le-Grand ;
- commandeur de l'ordre des Saints-Maurice-et-Lazare ;
- commandeur de l'ordre de Charles III d'Espagne[5].

### Sources
- « Alceste de Chapuys-Montlaville », dans Adolphe Robert et Gaston Cougny, Dictionnaire des parlementaires français, Edgar Bourloton, 1889-1891 [détail de l’édition]